# Воксел
Воксел (на английски: voxel) е термин от компютърните науки и 3D компютърната графика, с който се означава елемент в тримерното пространство. Терминът е съставен от английската дума „обем“, volume, и думата element „елемент“ по аналогия с пиксел от двумерните битови карти (bitmap). Също както пикселите, вокселите не съдържат в себе си експлицитно кодирана позицията (координатите) и стойността си. Вместо това позицията на даден воксел се извлича на база местоположението му спрямо другите воксели, т.е. мястото му в структурата от данни, която описва обемното изображение. Има обаче съществена разлика с пикселите: в програмирането вокселите се разглеждат като алтернатива не на пикселите, а на полигоните. Вокселите обичайно се използват за визуализация и анализ на медицински и научни данни, например от географските информационни системи. За някои обемни дисплеи се използват воксели за описание на резолюцията (например 512×512×512 воксела).